# Швендт
Швендт (нім. Schwendt) — містечко й громада округу Кіцбюель у землі Тіроль, Австрія.
Швендт лежить на висоті  702  над рівнем моря і займає площу  30,84 км². Громада налічує 790 мешканців. 
Густота населення 26/км².  
Швендт лежить біля підніжжя хребта Вільден Кайзер. 
|                                 |
| Швендт на мапі округу та землі. |

Адреса управління громади: Nr. 2, 6385 Schwendt. 

## Демографія
Історична динаміка населення міста за даними сайту Statistik Austria